# Dillenia indica
Dillenia indica L. è una pianta con frutti commestibili della famiglia delle Dilleniaceae. L'areale di distribuzione originario è il Sud-est asiatico, ma la specie è coltivata anche nelle isole dei Caraibi.

## Descrizione

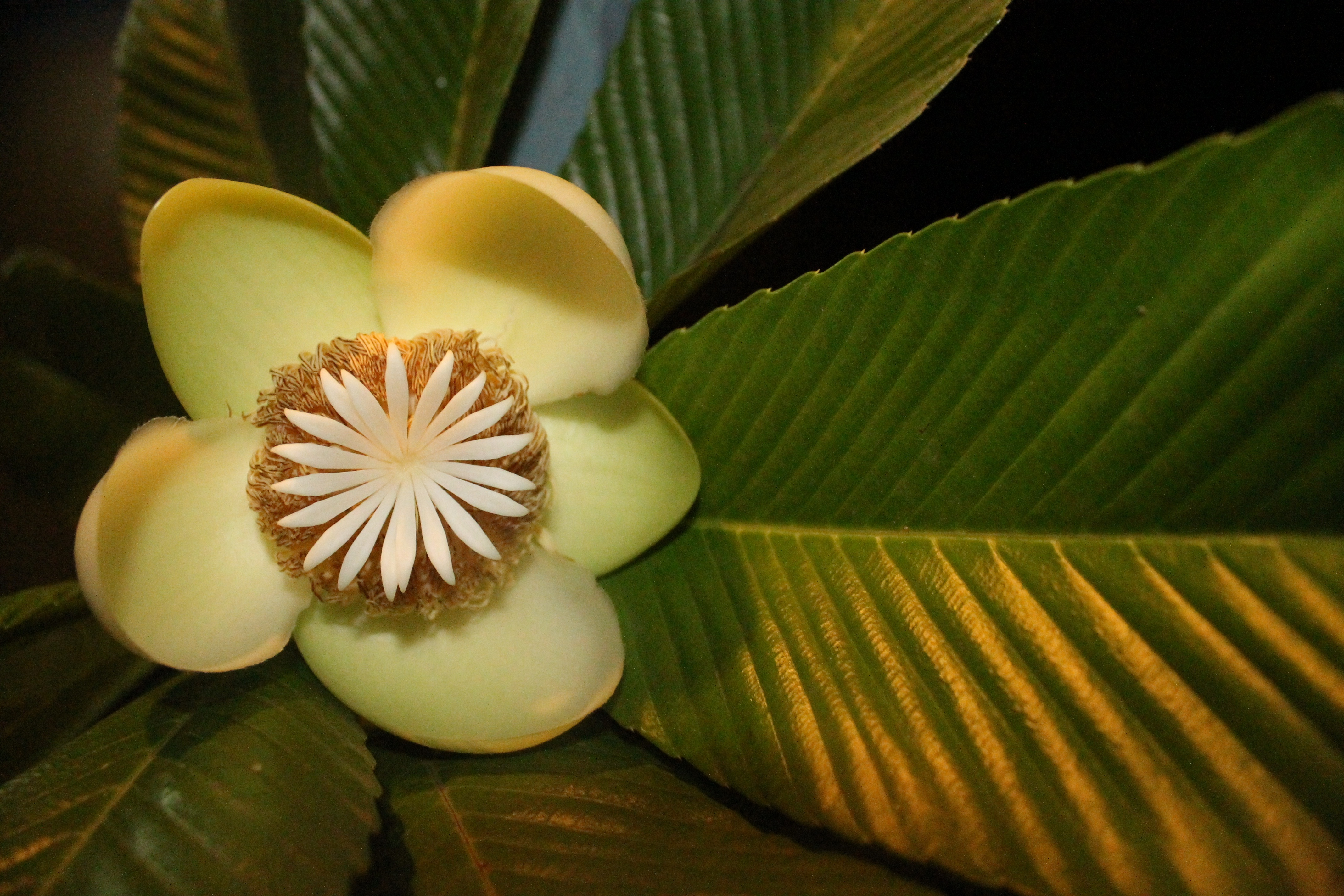
Fiore di D. indica

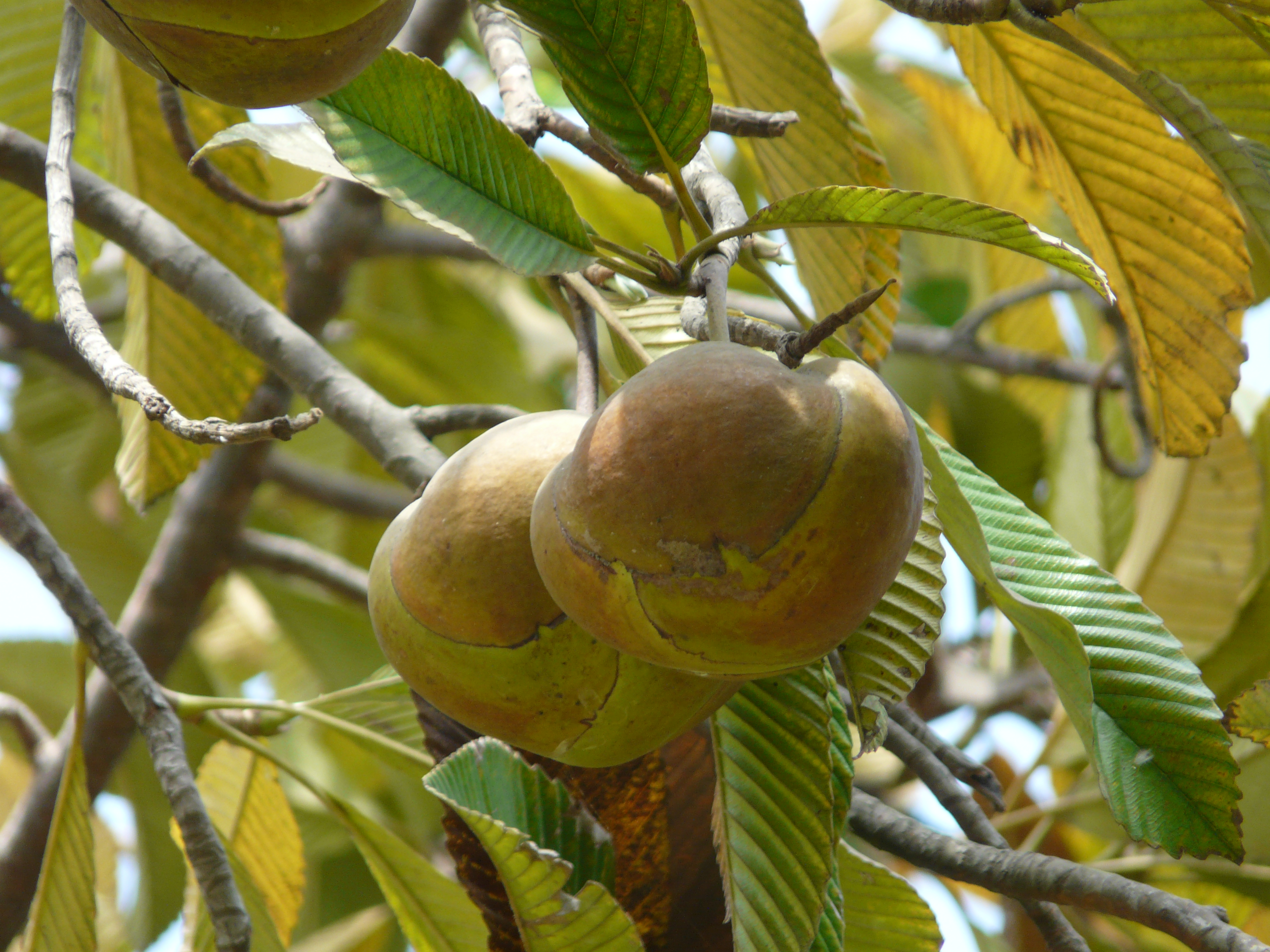
Frutti di D. indica

D. indica è un albero deciduo sempreverde alto fino a 30 metri con un diametro fino a 1,2 metri e una chioma folta e arrotondata. La corteccia del tronco ha un colore che va dal bruno-rossastro al grigiastro e una superficie squamosa o sfaldata. I rami giovani presentano peli castani, che cadono con la crescita.
Le foglie sono alterne e presentano uno stelo lungo da 2 a 4 centimetri, con base tomentosa. La lamina fogliare è lunga da 15 a 40 cm e larga da 7 a 14 cm, obovata o ovata, appuntita, con bordo fogliare grossolanamente seghettato. Su entrambi i lati ci sono da 30 a 40 paia di nervature parallele. La pagina superiore della foglia è nuda e di colore verde scuro lucido, la pagina inferiore è leggermente pelosa sulle nervature.
I fiori ermafroditi crescono singolarmente all'estremità dei rami su lunghi steli e hanno un diametro compreso tra 12 e 20 cm. I cinque sepali sono da arrotondati a ovoidali, lunghi da 4 a 6 cm e larghi 2 cm, carnosi e di colore verde-giallastro. I petali, che cadono poche ore dopo la fioritura, sono sottili e rugosi, bianchi, obovati e lunghi da 7 a 9 centimetri e larghi da 5 a 8 centimetri. I numerosi stami densamente ravvicinati sono disposti emisfericamente attorno ai carpelli. Quelli più interni sono incurvati verso l'esterno nella parte superiore. In ogni fiore si formano da 16 a 20 carpelli allungati e ritorti a spirale, carnosi, di colore verde chiaro con pochi ovuli, fusi solo alla base.
I frutti aggregati, sono costituiti da carpelli vetrosi verdastri e sono ricoperti dai sepali persistenti, di colore verdastro o da giallastro ad arancio, che dopo la fioritura si allargano, induriscono e si gonfiano fino ad uno spessore di 3 centimetri, sovrapponendosi (falso frutto). I falsi frutti sono tondeggianti e larghi fino a 10–15 cm.
Ogni carpello produce cinque o più semi ovali piatti, bruno-giallastri, con peli barbuti su un lato e senza rivestimento. I semi non vengono rilasciati, ma il tessuto circostante si dissolve in una forma viscida una volta raggiunta la maturazione.

## Distribuzione e habitat
L'areale di distribuzione naturale comprende la Cina (provincia dello Yunnan), India e Sri Lanka, Thailandia, Vietnam, Indonesia e Malesia. L'albero può essere trovato nelle pianure fluviali e nella sabbia alluvionale sui bordi dei fiumi. D. indica viene coltivata in India, Sri Lanka, Malesia, Indonesia, Filippine e Isole dei Caraibi.

## Usi
I frutti vengono utilizzati crudi o cotti. I sepali aromatici fibrosi, carnosi, succosi e aspri sono commestibili e vengono consumati bolliti o al vapore come verdura, utilizzati come ingrediente in chutney, piatti dolci e salse o trasformati in gelatina. Frullando e bollendo i frutti con acqua si ottiene una bevanda gustosa.
La polpa può essere utilizzata come sapone o shampoo. Il succo del frutto viene assunto come sciroppo per la tosse o come leggero lassativo, le foglie e la corteccia sono astringenti e vengono usate anche in medicina.
Il legno rosso-marrone, duro e resistente può essere utilizzato per la realizzazione di mobili, impiallacciature e pavimenti in parquet. D. indica viene utilizzata anche come pianta ornamentale per i suoi grandi fiori bianchi.